# 新港 (彰化縣)
新港，是臺灣彰化縣伸港鄉的主聚落及附近地區，位於該鄉西北部。相較於今日行政區，其範圍大致包括全興村南部、海尾村、什股村、大同村、泉厝村北部凸出部分、曾家村北部邊界地帶、新港村不含東南端。

## 歷史
台灣清治末期至日治初期，新港地區為一街庄，稱為「新港庄」，隸屬於線西堡。該庄西邊臨海，昔日海岸線約在今什股尾、西邊聚落連線一帶，其外側有大片沙洲；北隔大肚溪與塗葛堀庄相望，東與溪底庄為鄰，南邊為埤仔墘庄、月眉庄、泉州厝庄。
1901年（日治明治三十四年）11月，該庄隸屬於彰化廳。1909年（明治四十二年）10月，改隸屬於臺中廳。1920年（大正九年），該庄改制為「新港」大字，隸屬於臺中州彰化郡線西庄。
戰後線西庄改制為線西鄉，隸屬於彰化縣，大字亦改制為村。1950年7月，線西、新港分治，本地區改隸屬新成立的新港鄉。1959年7月，因與嘉義縣新港鄉同名，經抽籤後鄉名改為伸港鄉。

## 海岸變遷
相較於1904年《臺灣堡圖》所繪，新港地區海岸線已向西延伸約300公尺至1,500公尺。

## 交通
省道台17線（建國路、中興路二段／三段）又稱「西部濱海公路」，大致以東北－西南走向經過新港地區，往東北可前往梧棲、清水等地，往南可前往鹿港、芳苑、麥寮、台西等地。省道台61線又稱「西部濱海快速公路」，亦以東北－西南走向經過本地區西部海岸地帶，可快速前往台灣西部海岸各地。
縣道139號（彰新路七段）是新港至鹿谷鄉的道路，往東可前往彰化、南投、集集、鹿谷等地。縣道134號（中興路二段、一段）是新港至彰化的道路，往東南可前往和美、彰化等地。

## 學校
- 伸港國中
- 新港國小
- 大同國小

## 廟宇
- 伸港福安宮（媽祖廟）